# Fjodor Alexejevič Golovin
Fjodor Alexejevič Golovin (rusky Фёдор Алексеевич Головин, 1650 – 30. červencejul./ 10. srpna 1706greg., Gluchov) byl ruský státník, jeden z nejbližších pomocníků Petra I., hlava zahraničněpolitického rezortu (президент Посольских дел), generál-admirál (1699) a první ruský generál polní maršál (1700). První nositel nejvyššího ruského řádu, řádu svatého Ondřeje (1699).

## Život
Pocházel z bojarského rodu Chovrinů-Golovinů, syn bojara Alexeje Petroviče Golovina. V polovině 80. let si ho všiml první ministr Vasilij Vasiljevič Golicyn a v prosinci 1685 ho v hodnosti okolničího poslal s téměř dvěma tisíci vojáky na Amur, přičemž ho pověřil obranou a obnovou válkou poškozeného pohraničního území a vedením mírových rozhovorů s mandžuskou říší Čching, která si nárokovala Poamuří. Usilovným pochodem dorazil na podzim 1687 do Zabajkalska, v něm organizoval obranu i vedl rozhovory s Čchingy i Mongoly. nakonec roku 1689 uzavřel s Čchingy Něrčinskou mírovou smlouvu o hranicích a obchodu, podle níž se Rusové vzdali Albazinu a okolí.
Po návratu byl jmenován bojarem a sibiřským namestnikem. Po nástupu cara Petra I. se stal jedním z jeho nejbližších pomocníků, prý si jako první z bojarů oholil vousy. Podílel se na přípravě druhého azovského pochodu Petra I., během něhož vedl předvoj galér, s nímž doplul až do Azova.
Měl významnou roli při budování ruského loďstva. Ve Velikém poselstvu (1697) do Evropy zaujímal druhé místo po François Le Fortovi. Po návratu z Evropy stanul v čele nově založeného Vojenského námořního prikazu, podřízena mu byla i Navigační škola. Roku 1699, po smrti admirála Le Forta byl jmenován generál-admirálem a stal se prvním nositelem řádu svatého Ondřeje, byl pověřem řízením zahraniční politiky, přičemž podle zahraničního vzoru byl označován za kancléře, a zaujal první místo mezi ministry Petra I. Zahraniční politiku řídil do své smrti, vedl korespondenci se zahraničím a zorganizoval síť stálých diplomatických představitelů Ruska v zahraničí. Roku 1704 podepsal carovým jménem rusko-polskou smlouvu, osobně sestavil rusko-dánskou smlouvu, řídil vytyčení hranice s Tureckem.
Dne 19. srpna 1700 obdržel hodnost generála polního maršála. Jako první z ruských šlechticů obdržel od císaře Leopolda I. 5. (16.) listopadu 1701 titul říšského hraběte.
Děti:
- Ivan (1682–1708), manžel dcery hraběte Borise Petroviče Šeremeťjeva,
- Alexandr (1694–1731), kapitán-poručík námořnictva, manžel dcery vicekancléře Pjotra Šafirova
- Nikolaj (1695–1745) — admirál, senátor
- Praskovja (1687–1720), manželka knížete Sergeje Borisoviče Golicyna